# Велоспорт на летних Олимпийских играх 2000 — индивидуальная гонка преследования (мужчины)
Соревнования в индивидуальной гонке преследования на 4 км по велоспорту среди мужчин на летних Олимпийских играх 2000 прошли 16 и 17 сентября. Приняли участие 17 спортсменов. Победитель этой дисциплины на предыдущих Олимпийских играх итальянец Андреа Коллинелли незадолго до Олимпийских игр был дисквалифицирован на 10 месяцев за употребление допинга.
По сравнению с прошлыми Олимпийскими играми в индивидуальной гонке преследования изменился формат проведения соревнования. Теперь после квалификации борьбу за медали продолжали только 4 спортсмена, показавших лучший результат, а не 8 как раньше.
Роберт Бартко впервые завоевал медаль Олимпийских игр. В Атланте в гонке преследования он стал лишь девятым. 
Йенс Леманн завоевал свою вторую серебряную и третью олимпийскую медаль. Первый раз на вторую ступеньку пьедестала он поднялся на Олимпийских играх 1992 года в Барселоне.
Брэдли Макги стал трёхкратным бронзовым призёром Олимпийских игр. Первые две медали он завоевал в Атланте в 1996 году в индивидуальной и командной гонках преследования.

## Призёры
| Золото                 | Серебро              | Бронза                 |
| Роберт Бартко Германия | Йенс Леманн Германия | Брэдли Макги Австралия |

## Рекорды
| Мировой рекорд     | Крис Бордман (GBR)      | 4:11,114 с | Манчестер, Великобритания | 29 августа 1996 |
| Олимпийский рекорд | Андреа Коллинелли (ITA) | 4:19,699 с | Атланта, США              | 24 июля 1996    |

Во время соревнований в этой дисциплине был установлен олимпийский рекорд:
| Дата        | Спортсмен     | Страна   | Время    | Рекорд |
| ----------- | ------------- | -------- | -------- | ------ |
| 17 сентября | Роберт Бартко | Германия | 4:18,515 | OR     |

## Соревнование

### Квалификация
| Место | Спортсмены                  | Время         | Отставание |
| ----- | --------------------------- | ------------- | ---------- |
| 1     | Роберт Бартко (GER)         | 4:18,972 (ОR) | +0:00      |
| 2     | Роберт Хейлс (GBR)          | 4:20,996      | +2,024     |
| 3     | Йенс Леманн (GER)           | 4:21,350      | +2,378     |
| 4     | Брэдли Макги (AUS)          | 4:21,903      | +2,931     |
| 5     | Филипп Гомон (FRA)          | 4:22,142      | +3,170     |
| 6     | Александр Симоненко (UKR)   | 4:23,983      | +5,011     |
| 7     | Сергей Матвеев (UKR)        | 4:25,380      | +6,408     |
| 8     | Вальтер Перес (ARG)         | 4:30,757      | +11,785    |
| 9     | Люк Робертс (AUS)           | 4:31,162      | +12,190    |
| 10    | Мариано Фридик (USA)        | 4:31,241      | +12,269    |
| 11    | Владимир Карпец (RUS)       | 4:31,342      | +12,370    |
| 12    | Кристиан Ванде Вельде (USA) | 4:31,528      | +12,556    |
| 13    | Алексей Марков (RUS)        | 4:31,589      | +12,617    |
| 14    | Гари Андерсон (NZL)         | 4:32,304      | +13,332    |
| 15    | Франко Марвулли (SUI)       | 4:34,000      | +15,028    |
| 16    | Антонио Толер (ESP)         | 4:34,415      | +15,443    |
| 17    | Вадим Кравченко (KAZ)       | 4:40,410      | +21,438    |

### Полуфинал
| Место | Спортсмен                   | Результат |
| ----- | --------------------------- | --------- |
| 2     | Йенс Леманн Германия        | 4:23,032  |
| 3     | Роберт Хейлс Великобритания | 4:30,080  |

| Место | Спортсмен              | Результат |
| ----- | ---------------------- | --------- |
| 1     | Роберт Бартко Германия | 4:21,067  |
| 4     | Брэдли Макги Австралия | 4:22,644  |

### За 3-е место
| Место | Спортсмен                   | Результат |
| ----- | --------------------------- | --------- |
| 4     | Роберт Хейлс Великобритания | 4:19,613  |
| 3     | Брэдли Макги Австралия      | 4:19,250  |

### Финал
| Место | Спортсмен              | Результат     |
| ----- | ---------------------- | ------------- |
| 1     | Роберт Бартко Германия | 4:18,515 (ОR) |
| 2     | Йенс Леманн Германия   | 4:23,824      |